# Michelangelo Speranza
Michelangelo Speranza (Verona, 1736 circa – ...) è stato uno scultore italiano attivo a Verona intorno alla metà del XVIII secolo.

## Biografia
Rimasto orfano di padre quando era ancora giovane, iniziò la professione di scultore sotto la guida del vicentino Domenico Aglio. Terminata la formazione, aprì una sua bottega in uno dei volti dell'Arena di Verona. Tra le sue opere si ricorda una statua dell'Assunta per la chiesa annessa alla Villa Bevilacqua Lazise Giusti di Grezzana e quella della Immacolata concezione per casa Butturini a Buttapietra. Una sua statua, raffigurante San Giovanni Nepomuceno, venne collocata sul Ponte Nuovo di Verona per poi essere spostata nel 1801 nella vicina chiesa di San Tomaso Cantuariense quando le truppe francesi e austriache, che a seguito del Trattato di Lunéville si erano spartite Verona, e che avevano sbarrato il ponte. Sue sono pure tutte le statue che adornano, sia l'interno che l'esterno, della chiesa parrocchiale di Torri del Benaco. Realizzò anche due statue al naturale rappresentanti Sant'Agostino e Santa Monica originariamente collocate ai lati dell'altare della Cintura della chiesa di Sant'Eufemia, tuttavia vennero successivamente rimosse e da allora se ne persero le tracce.